# 直江祐一
直江祐一は、日本の柔術家である。号は一専斎。
不動真徳流皆伝。

## 経歴
直江祐一は板野郡住吉村矢上（現徳島県板野郡藍住町矢上字）の住で春日神社（徳島県板野郡藍住町矢上の神社）の神職をしていた。
板野郡藍園村奥野の久次米直吉信雪から不動真徳流體術を学び、明治31年に印可を受けた。
住吉村矢上に真導館道場を開いて門弟の指導に当たり門人は200人を超え町内の奥野、前須、大麻町、板野町、上板町等に出張道場を開き高弟が指導していた。
昭和2年7月に56歳で死去。

## 主な門弟
- 森本千吉
- 浜義之丞
- 笹川多八
- 中本和平
- 山田多吉
- 浜周吉
- 木内梅吉
- 田村儀八郎
- 大住利敬
- 近藤太郎
- 生越新作
- 平田党之助
- 小西秀太郎
- 佐藤秀太郎
- 佐藤正一